# Veli Mahmud Paşa
Veli Mahmud Paşa (1420 – 18 de julio de 1474) fue Gran Visir del Imperio Otomano en el período 1456-1466 y nuevamente en 1472-1474, el primero en este cargo proveniente de la institución Devşirme.
Era miembro de la familia bizantina de los Ángelo y fue criado como cristiano, pero luego fue secuestrado por el sultán cuando era niño, vestido como un niño y se convirtió en musulmán. Era un hábil soldado y estaba casado con la hija del sultán Mehmed II. Se distinguió en el sitio de Belgrado en 1456.